# Hypsoides radama
Hypsoides radama är en fjärilsart som beskrevs av Charles Coquerel 1855. Hypsoides radama ingår i släktet Hypsoides och familjen tandspinnare. Inga underarter finns listade i Catalogue of Life.